# Монтеноте Супериоре (Савона)
Монтеноте Супериоре је насеље у Италији у округу Савона, региону Лигурија.
Према процени из 2011. у насељу је живело 48 становника. Насеље се налази на надморској висини од 658 м.